# Typhlops
Typhlops – rodzaj węży z podrodziny Typhlopinae w rodzinie ślepuchowatych (Typhlopidae).

## Zasięg występowania
Rodzaj obejmuje gatunki występujące na Bahamach i Antylach (Kuba, Jamajka, Navassa, Haiti, Dominikana, Portoryko i Brytyjskie Wyspy Dziewicze); zaliczane tu wcześniej gatunki z zachodniej Afryki (Typhlops coecatus i Typhlops zenkeri) zostały przeniesione do rodzaju Letheobia.

## Systematyka

### Etymologia
- Typhlops (Tiphlops, Typhlos, Thyphlops): gr. τυφλωψ tuphlōps, τυφλωπος tuphlōpos „ślepy wąż”[12].
- Ophthalmidion: gr. οφθαλμιδιον ophthalmidion „oczko”, zdrobnienie od οφθαλμος ophthalmos „oko”[5][13]. Gatunek typowy: Opthalmidion longissimum A.M.C. Duméril & Bibron, 1844.
- Meditoria: etymologia nieznana, Gray nie wyjaśnił znaczenia nazwy rodzajowej[6]. Gatunek typowy: Meditoria nasuta J.E. Gray, 1845 (= Anguis jamaicensis Shaw, 1802).
- Diaphorotyphlops: gr. διαφορος diaphoros „różny”, od διαφορεω diaphoreō „rozpraszać”[14]; τυφλωψ tuphlōps, τυφλωπος tuphlōpos „ślepy wąż”[12]. Gatunek typowy: Typhlops disparilis Jan, 1860 (= Anguis lumbricalis Linnaeus, 1758).

### Podział systematyczny
Do rodzaju należą następujące gatunki:

- Typhlops agoralionis Thomas & Hedges, 2007
- Typhlops capitulatus Richmond, 1964
- Typhlops cubae (Bibron, 1843)
- Typhlops eperopeus Thomas & Hedges, 2007
- Typhlops gonavensis Richmond, 1964
- Typhlops hectus Thomas, 1974
- Typhlops jamaicensis (Shaw, 1802)
- Typhlops leptolepis Domínguez, Fong & Iturriaga, 2013
- Typhlops lumbricalis (Linnaeus, 1758)
- Typhlops oxyrhinus Domínguez & Díaz, 2011
- Typhlops pachyrhinus Domínguez & Díaz, 2011
- Typhlops proancylops Thomas & Hedges, 2007
- Typhlops pusillus Barbour, 1914
- Typhlops rostellatus Stejneger, 1904
- Typhlops schwartzi Thomas, 1989
- Typhlops silus Legler, 1959
- Typhlops sulcatus Cope, 1868
- Typhlops sylleptor Thomas & Hedges, 2007
- Typhlops syntherus Thomas, 1965
- Typhlops tetrathyreus Thomas, 1989
- Typhlops titanops Thomas, 1989